# 谷洋子

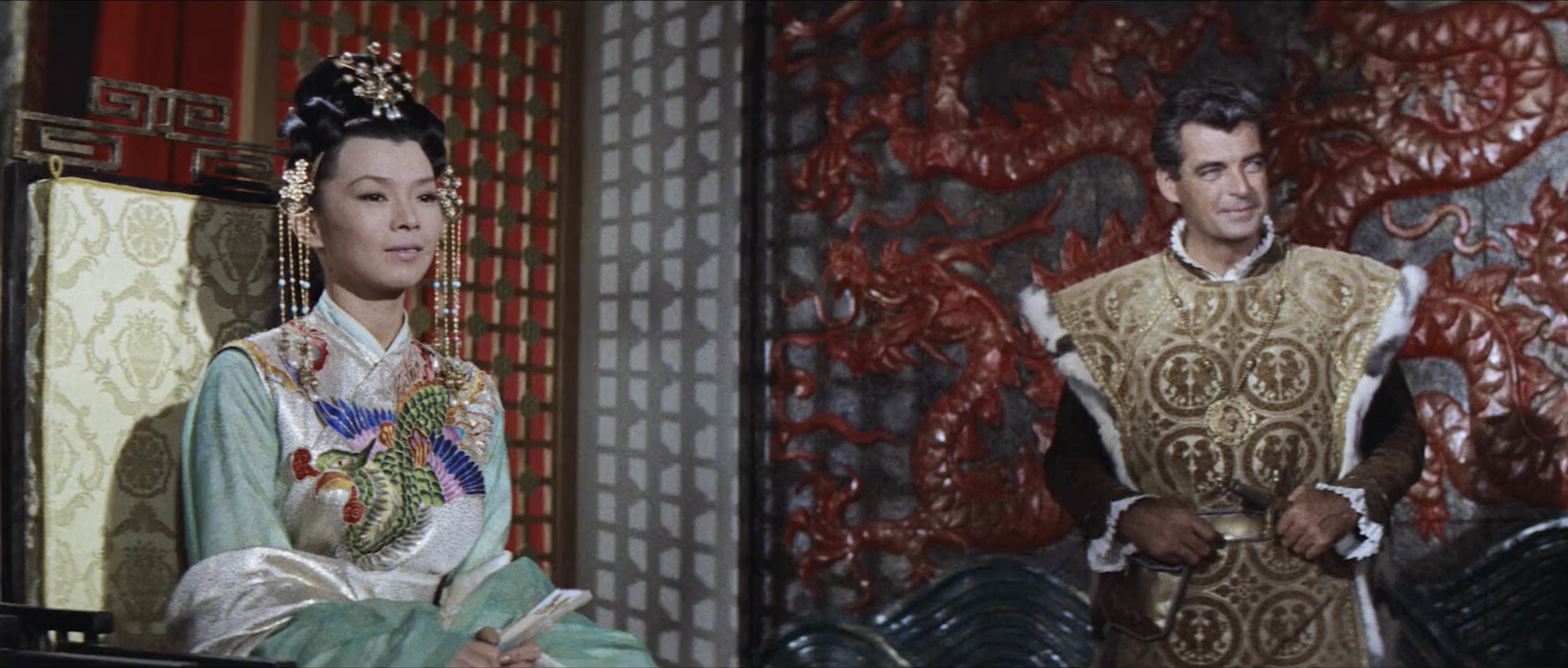
谷洋子とロリー・カルホーン（1962年『Marco Polo』）

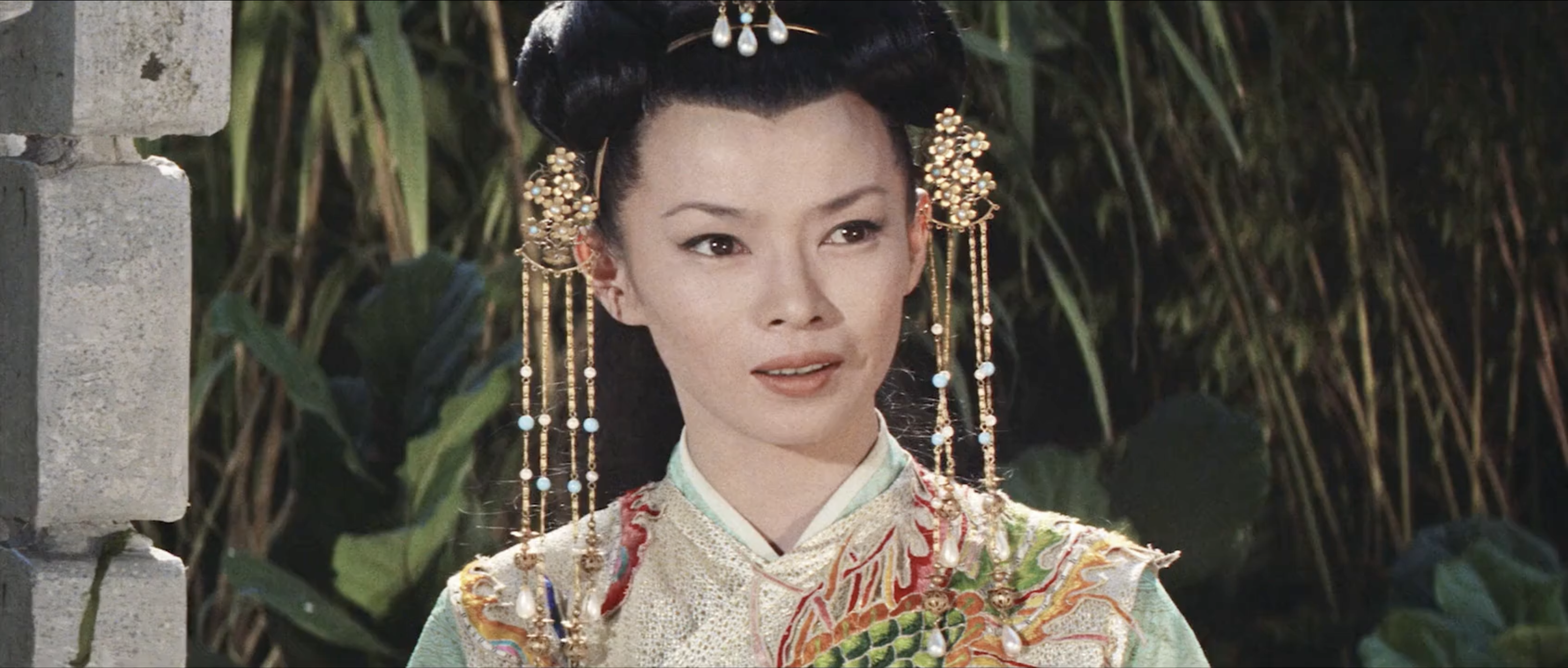
1962年『Marco Polo』

谷 洋子（たに ようこ、1928年8月2日 - 1999年4月19日）は、日本の女優。国際映画俳優の草分けとして知られる。『風は知らない』『バレン』などに出演。

## 来歴
父は経済学者の猪谷善一、母・妙子は儒学者江木鰐水の曾孫である。
江木鰐水の長男保男は明治時代に江木写真館を開業する。妙子の父となる定男は、保男の後妻である悦子に育てられる。悦子の父は愛媛県令などを歴任した関新平である。また、悦子の妹にませ子（aka万世子）が、異母姉妹に大正三美人の一人江木欣々がいる。ませ子は鏑木清方の美人画「築地明石町」のモデルとなった女性である。
定男は悦子の妹・ませ子と結婚し、妙子と二人の妹を儲ける。作家の中勘助は、定男と一高で知り合い江木家にも出入りするようになるが、妙子を幼女のころから熱愛し、作品にも描いた。
善一は富山県の薬を扱う家の出身。東京高等商業学校（現・一橋大学）で経済学を学ぶ。女学校専攻科の授業参観にまぎれてそれを見学、妙子を見初める。森まゆみによると、当時の婚活の手段としてそのようなことも行われていた。善一がパリに留学する際、妙子も同行した。
1928年8月2日、パリにて洋子が生まれる。1930年、洋子と両親は帰国する。1941年、東京女子高等師範学校附属高等女学校（現・お茶の水女子大学附属高等学校）入学。当時の同級生でNHKの元キャスターの谷井澄子によると、この頃の洋子はわがままでちょっとエキセントリック、運動神経は抜群であった。また、発育が良好で胸も大きかったが、それを恥ずかしがってさらしで押さえていた。
高等女学校卒業の後、戦後に津田塾大学を卒業。成績は同期の中で2番だったという（谷井澄子による）。戦中から英語を熱心に勉強していたが、卒業後は母校の英語教諭となる。
1950年、カトリック教会の援助によりパリに留学。パリ大学で哲学と美術を学ぶ。妹の令子によると初めは画家になるつもりだったらしく、藤田嗣治に絵を見てもらったりもした。しかしなかなか帰国しないことに業を煮やした善一は仕送りを止める。やむなく洋子はアルバイトでレビューに出演する。着物を重ねて着て一枚ずつ脱いだところ、受けた。マルセル・カルネ監督に見いだされ、ヨーコ・タニ名義で女優として活動を始めたのは大学在学中のこと。1956年には渡仏後初めて帰国して日本映画に出演している。『裸足の青春』で共演したローラン・ルザッフルと1956年6月5日、結婚。1957年10月12日から10月21日に黒澤明がロンドン国際映画祭に出向き、敬愛するジャン・コクトーやジャン・ルノワール、ヴィットリオ・デ・シーカ、ジーナ・ロロブリジーダに、そしてジョン・フォードに会い会話を交わしたが、カルネやルザッフルと共に谷とも会話を交わしたことを『キネマ旬報』1957年12月上旬号に書いた。
1961年、再び帰国し杉並区天神町に居を構える。1962年、ローランとは離別し、その後実業家のロジェ・ラフォレと交際していた。1999年4月19日、パリにて死去。享年70。ブルターニュの墓地にロジェと共に眠る。
ベルギーの漫画家ロジェ・ルルーのSF漫画『ヨーコ・ツノ』の主人公のモデルとなった。

## 出演作品
| 年   | 原題                             | 邦題                 | 制作国           | 監督                            | 備考                   |
| ---- | -------------------------------- | -------------------- | ---------------- | ------------------------------- | ---------------------- |
| 1956 | The Teahouse of the August Moon  | 八月十五夜の茶屋     | 米国             | ダニエル・マン                  |                        |
| 1954 | Port du Desir                    | その顔をかせ         | フランス         | Edmond T. Gréville              | ジャン・ギャバンと共演 |
| 1954 | Verrat an Deutschland            |                      | 西独             | Veit Harlan                     | Miyake Hanako 役       |
| 1956 | Maid in Paris                    | 巴里野郎（カナイユ） | フランス         | ピエール・ガスパール＝ユイ      | 女学生 役              |
| 1958 | The Wind Cannot Read             | 風は知らない         | 英国             | Ralph Thomas                    | Sabby (Suzuki San) 役  |
| 1960 | Milcząca gwiazda                 | 金星ロケット発進す   | 東独・ポーランド | Kurt Maetzig                    | Sumiko 役              |
| 1958 | The Quiet American               | 静かなアメリカ人     | 米国             | ジョーゼフ・L・マンキーウィッツ | ホステス 役            |
| 1960 | The Savage Innocents             | バレン               | 伊・仏・英       | ニコラス・レイ                  | アジャクAsiak 役       |
| 1960 | Piccadilly Third Stop            |                      | 英国             | Wolf Rilla                      | Seraphina Yokami 役    |
| 1961 | My Geisha                        | 青い目の蝶々さん     | 米国             | ジャック・カーディフ            | Kazumi 役              |
| 1961 | Ursus and the Tartar Princess    |                      | イタリア         | Remigio Del Grosso              | Princess Ila 役        |
| 1961 | Maciste alla corte del Gran Khan |                      | イタリア         | リッカルド・フレーダ            | Princess Lei-ling 役   |
| 1962 | Marco Polo                       | 豪快!マルコポーロ    | イタリア         | Piero Pierotti                  | Princess Amurroy 役    |
| 1963 | Who's Been Sleeping in My Bed?   | 僕のベッドは花ざかり | 米国             | ダニエル・マン                  | Isami Hiroti 役        |
| 1967 | The Sweet and the Bitter         |                      | カナダ           | ジェームズ・クラベル            | Mary Ota 役            |
| 1954 | 近松物語                         | -                    | 日本             | 溝口健二                        |                        |
| 1955 | 生きものの記録                   | -                    | 日本             | 黒澤明                          |                        |
| 1956 | 裸足の青春                       | -                    | 日本             | 谷口千吉                        | 岡野マリ子 役          |
| 1956 | 女囚と共に                       | -                    | 日本             | 久松静児                        | 女囚マリー 役          |